# Amerika Kapitány: Az első bosszúálló
Az Amerika Kapitány: Az első bosszúálló (eredeti cím: Captain America: The First Avenger) 2011-ben bemutatott amerikai szuperhősfilm Joe Johnston rendezésében. Gyártója a Marvel Studios, forgalmazója a Paramount Pictures. A Marvel-moziuniverzum (MCU) ötödik filmje. A forgatókönyvet Christopher Marcus és Stephen McFeely írta. A főszerepben Chris Evans, mint a címszereplő Amerika Kapitány, Hayley Atwell, Sebastian Stan, Tommy Lee Jones, Hugo Weaving és Dominic Cooper látható.
Amerikai Egyesült Államokban 2011. július 22-én, Magyarországon szinkronizálva 2011. augusztus 4-én mutatták be.

## Cselekmény
A film az északi sarkkörnél indul, ahol kutatók egy óriási, lezuhant repülőt találnak. A Washingtonból érkezett erősítés segítségével lyukat vágnak a repülő tetején és bemásznak a roncsba. A pilóta részéhez érve egy jégbe fagyott embert találnak, mellette pedig Amerika Kapitány pajzsát, amit látva az egyik Washingtonból érkezett férfi szól a parancsnokságnak.
Tonberg, Norvégia, 1942. márciusa. A náci Németország kutatószervezetének, a HYDRA-nak a katonái rajtaütnek a városon. A szervezet vezetője, Johann Schmidt személyesen megy el oda, hogy megtalálja a legendás tárgyat, a Tesseractot, ami korlátlan energiát biztosítana a számára. Schmidt meg is találja az Yggdrasilt ábrázoló falfaragványba rejtve, majd végez a kocka addigi őrzőjével és tűzparancsot ad ki a városra.
Eközben Amerikában egy Steve Rogers nevű srác igyekszik mindent megtenni, hogy bekerüljön a hadseregbe, ám betegségei és gyenge fizikuma miatt mindig visszautasítják. A hamis adatokkal is jelentkezni próbáló fiú sokszor kalamajkába is kerül nem túl tiszteletreméltó emberekkel, akiktől rendszerint gyerekkori barátja, Bucky Barnes őrmester menti ki. Bucky épp az kimenőjén van, ezért elviszi Steve-et két nő kíséretében egy kiállításra, ahol többek közt Howard Stark találmányát is bemutatják, ám a fiú itt is inkább a toborzóirodához veszi útját. Itt találkozik Dr. Abraham Erskinnel, a Stratégiai Tudományos Tartalékosoktól, aki Steve elszántságát látva megérzi benne a lehetőséget, ezért beveszi a Szuperkatona projekt tesztalanyai közé. Ezalatt Schmidt a bázisán tudóstársával, Dr. Arnim Zolával sikeresen elkészít egy gépet, ami energiát nyer ki a Tesseractból.
Rogers megkezdi kiképzését Phillips ezredes és Carter ügynök vezényletével, és bár a fizikai feladatokban alul marad, furfangja és bátorsága miatt Erskinnek sikerül elérnie, hogy őt válasszák a Szuperkatona szérum tesztjére – még ha az ezredes ennek nem túlzottan örül. A nagy nap előtti este Steve kérdőre vonja Erskint, hogy miért őt választotta, mire Erskin elmeséli találkozását Johann Schmidttel, aki a szérum egy kezdetleges változatát kapta meg, és akit a szérum kezdetlegessége miatt mellékhatások is értek. Azt is elmondta, hogy Schmidt gonoszsága miatt a szérum ezt erősítette fel benne, míg Steve-ben jóságot látott, emiatt választotta ki őt.
Másnap Steve Carter ügynök kíséretében érkezik meg a kísérletre, ahol egy Howard Stark által épített, vita sugarakat sugárzó gép segítségével változtatnák Steve-et szuperkatonává. A kísérletre Brandt szenátor és Clemson is elment a külügytől, ugyanis a város teljes áramfelhasználását igénybe veszi a kísérlet.  A kísérlet sikeresen végbemegy, a nádszálvékony Steve-ből izompacsirta lesz, ám Clemson valójában HYDRA ügynök volt, aki a kísérlet után megölte Erskint és az egyetlen megmaradt szérumot is ellopta. Steve üldözőbe veszi és sikerül elkapni, ám a szérum megsemmisül és Clemson öngyilkos lesz. A szérum hiánya miatt Steve véréből próbálnák újra előállítani azt, míg Phillips és az STT a HYDRA elleni támadásra készül. Steve-et kihagyják ebből, mert Phillips egy szuperkatonát nem érez elégnek a dologhoz, ám Brandt szenátor Amerika Kapitány néven propagandafigurának kezdi használni őt.
1943 novemberében az olasz frontvonalon nem messze tart éppen előadást, amikor értesül róla, hogy a HYDRA csapást mért a 107-es gyalogságra, aminél Bucky is szolgált. Steve ezt nem tűri szó nélkül, ezért Carter és Stark segítségével repülővel eljut a klausbergi HYDRA-tábor közelébe, ahol a 107-esek életben maradt foglyait tartják. A támadás során az összes foglyot kiszabadítja, köztük a külön elzárt Bucky-t, majd menekülés közben összetalálkozik Schmidttel. A rövid összecsapás során kiderül, hogy Schmidt arca teljesen leégett a szérum hatására, ezért aggatták rá sokan a Vörös Koponya gúnynevet. Schmidt és Zola elmenekül a bázisról, aminek önmegsemmisítő rendszerét korábban bekapcsolták, ám Steve-nek és Bucky-nak így is sikerül elmenekülnie.
Steve a bázison látott egy térképet, ami a HYDRA fegyverüzemeit ábrázolta, ezt megjegyezte és később a bázison rekonstruálta. Az immár a HYDRA elleni akciókban részt vevő Kapitány a 107-es pár tagját, köztük Buckyt osztja az általa vezetett osztagba, miközben Stark új felszerelést és egy új pajzsot ad neki – utóbbi a bolygó legritkább féméből, a vibrániumból készült. Rengeteg HYDRA üzemet számolnak fel, míg esélyük nem nyílik elfogni Zolát, aki egy vonaton utazik. Az akció sikeres, ám Barnes kizuhan a vonatból, és a vonat alatt lévő hó lepte tájon elterül. 
Az összetört Rogers még inkább azon van, hogy elkapja Schmidtet, aki az Alpokban rejtőzik, és a Zolától kapott információ alapján hatalmas lépésre készül. Az évek alatt felépítette a Valkűr nevű repülőt, ami a Tesseractból nyert energia segítségével elpusztíthatja az összes nagyobb fővárost. Amerika Kapitány látszólag egyedül rajtaüt az egységen, ezzel magára vonva a katonák figyelmét, így mikor elfogják és Schmidt elé viszik az amerikai hadsereg meglepetésszerűen rajtaüt a bázison. Schmidt pár katonával sikeresen felmenekül a Valkűrre, ám Rogers Carter és Phillips segítségével a nyomába ered Schmidt autóján. Carter ügynök a kocsiban megcsókolja Steve-et aki ezután felszáll a repülőre.
A repülő fedélzetén Steve legyőzi az összes katonát, a pilótarésznél pedig összeütközik Schmidttel. Az összecsapás során megsérül a repülő több eszköze, köztük a Tesseractot tároló tartály is, amiből a kozmikus kocka kiesik. Schmidt gyorsan elkapja a kockát, ami aktiválódva nyit egy féregjáratot, amivel elteleportálja őt egy másik világba, majd a még mindig aktív kocka lyukat éget a padlóba és a tengerbe zuhan.  Steve látva hogy a gép a bombákkal New York felé közeledik, úgy dönt, vállalja az áldozatot és miután rádión elbúcsúzott Cartertől – akivel azért megbeszél egy randevút közben – a gépet a föld felé irányítja az északi sarkkörnél, majd lezuhan. Howard Stark később a kutatására ered, azonban az egyetlen dolog amit talál, az a Tesseract az óceán fenekén. A háború után a Kapitányból nemzeti hős válik, aki sokak számára jelent inspirációt.
Később Steve felébred, egy 1940-es évekbeli kórteremben, ahol a rádióban egy régi meccset adnak le. Ekkor egy nővér lép be, szintén a kor ruházatában, ám Steve felismeri a rádióban hallott 1941-es meccset, mivel ő is a helyszínen volt a megtörténtekor. Az álnővér ekkor vészhelyzetében magához hív pár ügynököt, ám a Kapitány elintézi őket és kiszökik a kórteremből, ami valójában egy S.H.I.E.L.D.-bázison volt. A bázisról kijutva Steve az utcára fut, majd a Time Square-en megállva döbbenten látja, hogy a világ megváltozott. Ekkor ér oda hozzá Nick Fury, aki közli vele, hogy már közel 70 éve volt jégbe fagyva. Steve erre szomorúan veszi tudomásul, hogy lekéste a Carterrel megbeszélt randit.
A stáblista utáni jelenetben a Kapitány épp egy bokszzsákot ver szét, amikor betoppan hozzá Fury egy új küldetéssel. Steve azt kérdezi azért kapja-e, hogy megszokja-e az új világot, mire Fury azt feleli, hogy azért kapja, hogy megmentse azt. Ezután levetítődik az eddig bemutatott hősök közös filmjének, a Bosszúállóknak az előzetese.

## Szereplők
| Színész           | Szerep                          | Magyar hang     | Leírás |
| ----------------- | ------------------------------- | --------------- | --- |
| Chris Evans       | Steve Rogers / Amerika Kapitány | Zámbori Soma    | Törékeny fiatalember, akit egy kísérleti szérummal az emberi képességek csúcsára fejlesztettek, hogy segítse az Egyesült Államok háborús erőfeszítéseit.                                  |
| Tommy Lee Jones   | Chester Phillips ezredes        | Rajhona Ádám    | Az Egyesült Államok hadseregének ezredese és a Stratégiai Tudományos Tartalék tagja, aki a szuperkatonák létrehozására irányuló projekt vezetője.                                         |
| Hugo Weaving      | Johann Schmidt / Vörös Koponya  | Rosta Sándor    | Adolf Hitler fejlett fegyverekért felelős vezetője és a Hydra terrorszervezet parancsnoka, akinek saját világuralmi terve a Tesseract nevű mágikus tárgy erejének hasznosítására irányul. |
| Hayley Atwell     | Peggy Carter                    | Balsai Móni     | A Stratégiai Tudományos Tartalék egyik tisztje, aki Phillips-szel együtt dolgozik a szuperkatona projekten.                                                                               |
| Sebastian Stan    | James Buchanen "Bucky" Barnes   | Hamvas Dániel   | Az Egyesült Államok hadseregének őrmestere, Rogers legjobb barátja és kommandós osztagának tagja.                                                                                         |
| Dominic Cooper    | Howard Stark                    | Simon Kornél    | Tony Stark apja, aki különböző kormányzati projekteken dolgozott a II. világháború idején.                                                                                                |
| Neal McDonough    | Timothy "Dum Dum" Dugan         | Kardos Róbert   | Rogers kommandós osztagának tagjai. |
| Derek Luke        | Gabe Jones                      | Galambos Péter  | Rogers kommandós osztagának tagjai. |
| Stanley Tucci     | Dr. Abraham Erskine             | Józsa Imre      | A tudós, aki megalkotta a szuperkatona szérumot. |
| Samuel L. Jackson | Nick Fury                       | Vass Gábor      | A S.H.I.E.L.D. igazgatója. |
| Kenneth Choi      | Jim Morita                      | Szatmári Attila | Rogers kommandós osztagának japán-amerikai tagja. |
| JJ Feild          | James Montgomery Falsworth      | Dévai Balázs    | Rogers kommandós osztagának brit tagja. |
| Toby Jones        | Dr. Arnim Zola                  | Háda János      | A náci párt biokémikusa. |
| Richard Armitage  | Heinz Kruger                    | Széles Tamás    | Vörös Koponya legjobb bérgyilkosa. |
| Lex Shrapnel      | Gilmore Hodge                   | Papp Dániel     | A szuperkatona program jelöltje. |
| Michael Brandon   | Brand szenátor                  | Sörös Sándor    | Az Egyesült Államok szenátora, aki felismeri az Amerika Kapitányban rejlő PR-potenciált.                                                                                                  |
| David Bradley     | Toronyőr                        | Izsóf Vilmos    | Ahol a Tesseractot tartják. |
| Natalie Dormer    | Lorraine közlegény              | Peller Anna     | Megpróbálja elcsábítani Rogers-t. |
| Jenna Coleman     | Connie                          | Gáspár Kata     | Bucky randevúja a Világkiállításon. |
| Stan Lee          | önmaga                          | Szalai Imre     | Idős tábornok |